# Юган III
Юган III, швед. Johan III; 20 грудня 1537, Стегеборзький замок — 17 листопада 1592, Стокгольм) — король Шведської імперії з 1569 до 1592 року. Походив з династії Ваза.

## Життєпис

### Боротьба за владу
Був сином Густава I і його другої дружини Маргарити Еріксдоттір. У 1560 році він став князем Фінляндським. Проте майже відразу почав виступати проти свого брата — короля Еріка XIV, який намагався придушити могутніх феодалів та магнатів. Юган разом з братами Магнусом та Карлом виступив у 1563 році проти королівської влади. Проте цей заколот було придушено. До того ж Юган одружився з представницею ворога Шведської імперії — Катериною Ягеллонкою, сестрою короля Польщі та великого князя Литовського Сигізмунда II Августа. За це Ерік XIV позбавив Югана прав спадкоємця трону та ув'язнив його до замку Гріпсгольм.

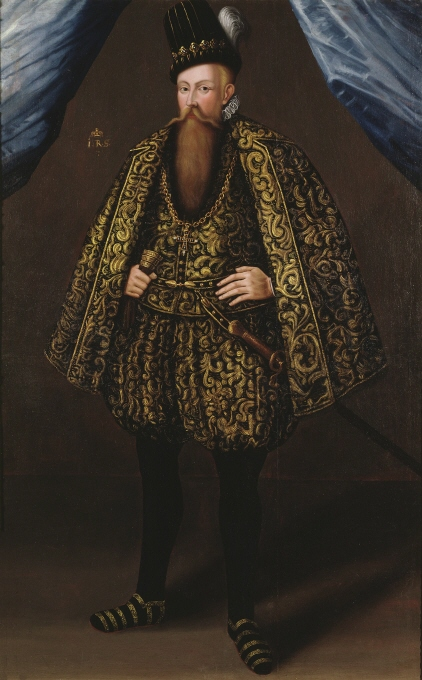
Юган III

У 1566 році спалахнув новий заколот аристократії проти короля, проте знову невдалий. Король стратив не тільки усіх заколотників, а й підозрюваних. Ці події погіршили самопочуття й викликали паранойю у Еріка XIV. У цей час аристократам вдалося звільнити брата короля Югана та заарештувати Георга Перссона, фаворита короля. Проте вже 1568 року душевна рівновага Еріка XIV відновилася — він одружився з Карін Монсдоттер та звільнив з-за ґрат Георга Перссона.
Ці дії короля викликали новий заколот. Брати Еріка — Юган та Карл зібрали війська й захопили Стокгольм. Після цього Перссона було страчено, а Еріка з родиною запроторено до в'язниці. Новим королем Шведської імперії став Юган III.

### Панування
Головним завданням нового короля було припинення війн з ворогами — Данією-Норвегією та Московським царством. При цьому було необхідно зберегти завоювання свого попередника. У 1570 році Юган III уклав мирну угоду з Данією, не поступившись при цьому територією, але визнав владу Данії над островом Сааремаа.
Оскільки першою дружиною Югана була Катерина Ягеллонка — ревна католичка, він намагався замиритися з папою римським. Свого сина Сигізмунда Юган III з Катериною виховували у католицькій вірі, завдяки чому у 1587 році той зумів стати королем Речі Посполитої, тим самим значно поширивши династію Ваза у Європі.
Водночас Юган III у 1583 році зумів домовитися із союзниками та Московією щодо збереження шведських завоювань у північній Балтиці, зокрема Ревеля та Нарви.
В той же час прокатолицька політика короля Югана III викликала у більшості шведів невдоволення. Так, у 1575 році він дозволив відновити діяльність католицьких монастирів у Шведській імперії. Очолив релігійну опозицію брат Югана III Карл (1550—1611), герцог Седерманландський (1560—1604).
Проте Юган III вже не встиг підкорити опозицію, хоча й намагався. 17 листопада 1592 року він помер у Стокгольмі, залишивши корону сину Сигізмунду (1566—1632), який на той час був королем Польщі (1587—1632).

## Подальші події
Була проголошена особиста польсько-шведська унія (1592—1599). Але вже 1595 року ріксдаг у Седерчепінгу оголосив Карла Седерманландського регентом відсутнього короля. Після битви при Стонгебру (25 вересня 1598), Сигізмунд 24 липня 1599 року був детронізований. Почалася польсько-шведська війна (1600—1611). Під час війни, 24 лютого 1604 року, ріксдаг у Лінчепінгу (таємно ?) проголосив Карла королем. 15 березня 1607 року він був коронований в Упсалі як Карл IX Ваза.

## Родина
1 Дружина (з 1568) — Катерина Ягеллонка (1526—1583), донька Сигізмунда I Старого, короля Польщі
Діти:
- Ізабела (1564—1566)
- Сигізмунд (1566—1632)
- Анна (1568—1625)

2 Дружина (з 1585) — Гунілла (1568—1597), донька Югана Аксельсона Б'єлке, шведського аристократа
Діти:
- Юган (1589—1618) — герцог Фінляндський, потім герцог Остготський

Коханка (1555—1562) — Катаріна (Карін) Гансдотер (1539—1596)
- Чотири бастарди